# Franjo Komarica
Franjo Komarica (Novakovići, 3 de fevereiro de 1946) - clérigo católico bósnio, terceiro bispo ordinário de Banja Luka desde 1989 e presidente da Conferência Episcopal da Bósnia e Herzegovina (2002-2005 e desde 2010)..
Primeiros anos de vida
Ele nasceu em 1946 Novakovići perto de Banja Luka em uma família croata como filho de Ivo Komarica e sua esposa Ivka nee Marić. Frequentou a escola primária em Banja Luka, após o que continuou seus estudos no Seminário Menor de Zagreb em 1961-1963 e Đakov (1963-1965). Depois de completar dois anos de estudos militares, iniciou seus estudos na Faculdade de Teologia Católica da Universidade de Innsbruck nas áreas de teologia e música sacra, que se formou em 1972, recebendo a ordenação sacerdotal em 29 de junho do mesmo ano na Abadia de Maria Zvijezda em Banja Luka. Em seguida, ele retornou à Áustria, onde iniciou estudos de especialização em sua alma mater, obtendo um doutorado na área de liturgia eclesiástica. Depois trabalhou como sacerdote em sua diocese de origem.
atividade episcopal
Em 28 de outubro de 1985, foi eleito pelo Papa João Paulo II como bispo auxiliar de Banja Luka com a sede episcopal titular de Satafis. Sua consagração episcopal ocorreu em 6 de janeiro de 1986 na catedral de St. Boaventura em Banja Luka. Naquela época, ele era o membro mais jovem da conferência episcopal iugoslava e o vigário geral de seu bispado.
Em 15 de maio de 1989, assumiu as funções de Ordinário de Banja Luka. Durante a guerra civil na Bósnia-Herzegovina (1992-1995), pronunciou-se decisivamente contra a limpeza étnica e a divisão da sociedade.
Em 1997, a associação católica de estudantes alemães, Unitas, o premiou por seu incansável empenho na luta pela preservação dos direitos humanos. Nos anos de 2002-2005, e também desde 2010, é o presidente da Conferência Episcopal da Bósnia e Herzegovina.. 